# Czernelica (gmina)
Czernelica – dawna gmina wiejska w powiecie horodeńskim województwa stanisławowskiego II Rzeczypospolitej. Siedzibą gminy była Czernelica.
Gminę utworzono 1 sierpnia 1934 r. w ramach reformy na podstawie ustawy scaleniowej z dotychczasowych gmin wiejskich: Czernelica, Chmielowa, Dąbki, Kopaczyńce, Korniów bez przysiółka Korniówka, Kunisowce, Olchowiec i Repużyńce.
Po wojnie obszar gminy Czernelica został odłączony od Polski i włączony do Ukraińskiej SRR.